# Серая вилохвостая качурка
Серая вилохвостая качурка, или сизая качурка (лат. Hydrobates furcatus), — вид птиц из семейства качурковых, величиной со скворца. Пепельно-серая птица со светлой полосой на крыльях. Молодые птицы с буроватым оттенком.
Ранее данный вид помещали в род Oceanodroma, но затем род был синонимизирован с родом Hydrobates.

## Распространение
Кочующий вид. Зимой встречаются в тёплых водах вдоль течения Куросио, летом обычна над всеми глубокими водами Дальнего Востока, кроме Японского моря. Изредка удаётся наблюдать, как сизые качурки ловят насекомых над прибрежными лугами. Самые крупные колонии находятся на Средних Курилах и острове Медный.
Голос напоминает щебетание ласточек, но тоном ниже.

## Размножение
Гнёзда устраивает в норах, трещинах скал и среди камней. В кладке одно белое, редко с мелкими тёмными крапинками яйцо.